# دهستان سیاهرود (تهران)
دهستان سیاهرود دهستانی در بخش مرکزی شهرستان تهران، استان تهران در ایران است. براساس سرشماری مرکز آمار ایران در سال ۱۳۸۵، جمعیت آن ۱۶۸۳۷ نفر (۴۸۸۱ خانوار) بوده‌است.